# ジョンソン郡戦争
ジョンソン郡戦争は、パウダーリバー戦争およびワイオミング放牧地紛争としても知られ、1889年から1893年にかけてワイオミング州ジョンソン郡で起こった、家畜用の放牧地 (range) を巡る衝突である。この衝突は、畜産会社が、この地域で土地や家畜、水の権利において競合相手となっていた入植者たちを牛泥棒 (rustler) 扱いして容赦のない迫害を始めたことに端を発する。州内では大規模かつ権力を固めた牧場経営者らと小規模な入植者との間での暴力事件が拡大していき、経営者らが郡に侵略するためにガンマン達を雇ったことで、事件はパウダーリバーカントリーで最悪の事態に達した。ガンマン達による縄張りへの最初の侵略は小規模な農民と牧場主、そして州の保安官らを激昂させ、彼らは200人からなる民警団を結成し、激しい膠着状態へと陥った。ベンジャミン・ハリソン大統領の命令によってアメリカ騎兵隊が調停に入ることで紛争は終了したが、戦闘はその後も数か月間続いた。
それ以来、この事件は高度に神話化され、西部開拓時代を象徴する物語となり、また時を経る内に物語には、歴史上有名な人物が登場する変種も現われるようになった。アメリカのフロンティアで最も有名な縄張り紛争の1つであることに加えて、そのテーマ、特に階級闘争にまつわる部分は、西部劇ジャンルにおける数多くの人気小説や映画、テレビ番組の基礎となった。

## 背景
土地をめぐる紛争はアメリカ西部の開発においてよくある出来事だったが、ホームステッド法が施行され、西部の大部分が初めてアメリカ白人によって入植された19世紀後半に特に蔓延した。この時期のことを歴史家のリチャード・マクスウェル・ブラウンは「Western Civil War of Incorporation」と呼んでおり、ジョンソン郡戦争もその一部を担っている。
ワイオミングの初期の頃、土地の大部分はパブリックドメイン（公共財）であり、オープンレンジ（冊で囲まない土地）としての畜産と住宅用の農地に開放されていた。 多数の牛が大きな牧場によって放牧地で放牧されていた。 毎年春に、異なる牧場に属する牛を分離するために駆り集めが行われた。 駆り集めの前に、離れ牛や野良牛が密かにブランド化されることがあった。これは、牛の飼い主を特定するための一般的な方法だった。土地と水利権は通常、最初に土地を開拓した人に分配され、農民と牧場主はこれらの境界を尊重しなければならなかった（この決まりは「事前の流用」として知られていた）。しかし、「グレンジャー（農場管理農夫）」と呼ばれるホームステッド（自作農場農夫)がワイオミング州に移住するにつれて、土地と水をめぐる競争がすぐに州に広がり、牛肉会社は、新規参入者がそれを使用できないように、オープンレンジの広い領域を独占することで対応した。 彼らはまた、さらなる競争を恐れて従業員が牛を所有することを禁じ、そして彼らが牛泥棒と疑われる人を脅迫した。 
1886年から1887年の厳しい冬の後、一連の吹雪と気温が–50から–40°F（–45から–40°C）になった後、より大きくて裕福な牧場と小さな牧場入植者の間のしばしば不安な関係は着実に悪化した。 その後、非常に暑く乾燥した夏が続き、フロンティアを荒廃させた。数千頭の牛が失われ、大企業はこの地域の土地と水供給を流用し始めた。 より厳しい戦術のいくつかは、入植者を彼らの土地から追い出すこと、彼らの財産に火をつけること、そして彼らを駆り集めへの参加から除外することだった。彼らは、牛泥棒のキャッチオール（牛を捕まえた者勝ち）の主張を使用して、公有地とは何かということに対するこれらの過剰な主張を正当化した。ワイオミング州議会がマーベリック法を可決したとき、両者のあいだにある敵意は悪化した。マーベリック法は、放牧地のすべての無印の牛が自動的に牛飼い協会に属すると述べたからである 。牛飼いたちはまた、参加できる小さな牧場主の数を制限することで、ワイオミング州の株式の利益をしっかりと把握していた。

### ワイオミング家畜飼育者協会（WSGA)
ワイオミングの大規模な牧場の集団の多くは、ワイオミング家畜飼育者協会（WSGA）として組織され、ワイオミング州シャイアンのシャイアンクラブに社交で集まった。州で最も裕福で影響力のある住民の一部で構成されるこの組織は、州と地域で大きな政治的影響力を持っていた。WSGAは、家畜の駆り集めと牛の出荷の予定を段取りすることにより、牛肉産業を組織した。WSGAはまた、そのメンバーの所有物からの牛の盗難の事例を調査するために探偵の一団を採用した。グレンジャー（農地管理人）と牛泥棒たちはコミュニティ内で互いに混ざり合うことが多く、刑事が犯罪者と無実者を区別することをより困難にした。
過酷な放牧条件のために各地の紛争が増加しがちであるので、1880年代後半に組織化された暴徒グループの違法な搾取が広く知られるようになった。馬と牛泥棒の武装した集団がワイオミングとモンタナのさまざまな場所を歩き回り、悪名高い「スチュアートの絞殺魔(ストラングラー)」などのモンタナ自警団が1884年に「宣戦布告」した。ホール・イン・ザ・ウォールとして知られる悪名高い隠れ家に避難している盗賊も牛の群れを襲っていた。1880年代初頭にジョンソン郡の保安官であり、WSGAの探偵としてよく知られているフランク・M・カントンは、ワイオミングからこれらの想定される犯罪者を排除する際に登場する著名な人物である。ジョンソン郡での事件の前に、カントンはすでに致命的な傷を負わせる銃撃者としての評判を築いていた。幼い頃、彼はテキサスでカウボーイとして働き、1871年に強盗と牛泥棒の経歴を開始し、1874年10月10日にバッファローソルジャーを殺害した。歴史家のハリー・シンクレア・ドラゴはカントンを「無慈悲で生まれついての感情のない殺人者」だと表現した。彼は8人、おそらく10人を金のために殺害した。

## 戦争

### 初期の殺人
1889年7月20日、ジョージ・ヘンダーソンという名前の協会が雇う探偵が、地元の牧場主であるエラ・ワトソンが、アルバート・ジョン・ボズウェルという名前の牧場主から牛を盗んだと非難した。 牛飼いたちは、夫のジム・エイヴェレルも捕まえる前に、エラを捕まえるために馬に乗った男たちを送った。その後、両方とも木から吊るされた。この恐ろしい行為は、女性がリンチされた旧西部ではまれなケースの1つであり、多くの地元住民を驚かせ、郡戦争における将来の紛争への道を開いた。郡保安官フランク・ハッセルはその6人のリンチした男を逮捕し、裁判日が設定された。しかし、裁判の前に、攻撃者に対して証言する証人に脅迫が送られた。それらの目撃者の1人は若いジーン・クラウダーだった。彼は裁判の前に不明の理由で不思議なことに姿を消した。もう1人のジムの甥でありその職長のフランク・ブキャナンも、名も無い容疑者との銃撃戦の後で郡から姿を消し、隠れているか殺害されたと推定されている。アヴェレルのもう一人の甥であるラルフ・コールは、裁判の日に毒殺された。
協会の敵はすぐに反撃してきた。エラ・ワトソンを告発した探偵のジョージ・ヘンダーソンは、1890年10月にスウィート・ウォーター・クリークの近くで暴徒に殺害された。牛の持ち主はすぐに彼らの支配を強化し、彼らに反対しようとした人々を追い詰めた。アヴェレルの二重リンチに続いて、1891年6月にニューカッスルの馬商人であるトム・ワゴナーがリンチされた。かつてスタンダード牧畜会社から牛を盗んで逮捕されたワゴナーの友人、ジミー・ザ・ブッチャーも殺害された。探偵のトム・スミスは、容疑者の牛泥棒を殺害し、彼が殺人罪で起訴されたとき、協会の政治的つながりによって彼の釈放は確保された。これらの殺害は、その後数年間でより多くの敵意と暴力を引き起こしたものである。
彼らの強力な競争相手をリンチした後、ネイト・チャンピオンという地元のカウボーイが率いる小さな牧場主のグループがWSGAと競争するために北ワイオミング農民および畜産農家協会（NWFSGA）を結成するまで、囲い込み地域に対するWSGAの支配は議論の余地がなかった。 これを聞いたWSGAは、すぐにチャンピオンの協会を株式の利益を保持することへの脅威と見なした。次に、WSGAは、NWFSGAのメンバーを駆り集めのときからブラックリストに登録して、操業を停止した。しかし、後者は解散の命令を拒否し、代わりに1892年の春に独自の駆り集めを行う計画を公に発表した。
すぐに、有力な牛飼いたちは、1891年11月1日の朝にネイト・チャンピオンを殺すために暗殺部隊を派遣した。武装した男たちのグループが中に入ると、チャンピオンとロス・ギルバートソンという別の男がパウダーリバーのミドルフォークの小屋で眠っていた。2人は入って、もう1人は外に立っていた。チャンピオンは侵入によってすぐに目覚め、銃撃者が武器を彼に向けると、チャンピオンは枕の下に隠された自分のピストルに手を伸ばし、銃撃戦が始まった。チャンピオンは2人のガンマンを撃って、ビリー・ライキンスに致命傷を負わせ、殺害した。その後、残りの暗殺部隊は逃亡した。銃撃戦による顔の火傷を除いて、チャンピオンは無傷のままだった。その後の攻撃の調査で、関係者の名前が2人の牧場主に漏らされた。ジョンA.ティスデールとオーリー "レンジャー"ジョーンズである。しかし、彼らは馬で行くときに待ち伏せされて殺され、郡内の小さな牧場主や農民の多くを怒らせた。1892年初頭までに、暴力はピークに達していた。「ビッグホーン郡ラスラー」などの新聞は、「戦争」が進行中であるという記事や憶測を発表した。

### 侵略者
フランク・ウォルコット（WSGAメンバーでノースプラットの大牧場主）が率いるWSGAは、ジョンソン郡で暴徒とされる者を排除し、NWFSGAを解散させる目的で武装勢力を雇った。その時までには、ワイオミングの著名人が味方し始めた。エイモス・W・バーバー知事代理は、州内の犯罪活動で小さな牧場主とホームステッドを非難した牛飼いを支援し、バッファロー（ワイオミング州ジョンソン郡の郡庁所在地）の元カウボーイと保安官であるウィリアム「レッド」アンガスはホームステッドを支援した。牛を扱う大実業家が彼らの土地を盗んでいると信じていた
。
1892年3月、牛飼いたちはシャイアンとアイダホからテキサスに代理人を派遣し、ガンマンを募集し、最終的に家屋を破壊する計画を実行した。牛の実業家は常にテキサスから雇われた銃を使って、疑わしい牛泥棒を連れ出し、ワイオミングの荒くれ者を怖がらせていた。 テキサス人によって行われたある特定の暴力行為は、カウボーイのジョンJ.ベイカーによって語られた。そこでは、テキサス人はワイオミング州ビッグドライクリークで牛泥棒と間違えた9人の捕獲者を待ち伏せして殺した。彼らは虐殺に対して450ドルのボーナスを受け取った。
ワイオミング州の著名な実業家であるジョン・クレイは、ジョンソン郡の侵略を計画する上で主要な役割を果たしている疑いがあった。 クレイはこれを否定し、1891年にウォルコットにこの計画に反対するよう助言し、それが実施されたときは国外にいたと述べた。 クレイは後に「侵略者」が降伏した後の罰を回避するのを手伝った 。このグループはシャイアンで組織され、列車でワイオミング州キャスパーに向かい、その後馬に乗ってジョンソン郡に向かい、警報が届くのを防ぐためにワイオミング州ダグラスの北にある電信線を切断した。馬に乗っている間、カントンと銃撃者は前方に移動し、ウォルコットが率いるWSGA職員の一味は安全な距離を保っていた。

### KC牧場での銃撃戦
WSGAの最初のターゲットは、当時KC牧場（別名、単にケイシーともいう）にいたネイト・チャンピオンだった。彼らは、他の者が5か月前に実行できなかった暗殺を実行するように任命された。このグループは1892年4月8日金曜日遅くに牧場に行き、静かに建物を囲み、夜明けを待った。チャンピオン以外の3人の男がKCにいた。夜を明かそうとしていたと思われる2人の男性が、その朝早く小屋から出てきて近くのパウダーリバー川から水を汲み、3人目のニック・レイが小屋の戸口のうちに立っているときに撃たれた。銃撃者が小屋に発砲したとき、チャンピオンは致命傷を負ったニック・レイを小屋に引きずり戻した。後者は数時間後に死亡し、チャンピオンは小屋の中に一人で包囲されたままになった。
チャンピオンは数時間持ちこたえ、自警団の3人に傷を負わせ、他の4人を殺害したと言われている。ジャック・フラッグという名前の別の入植者が、彼の義理の息子と一緒に彼のワゴンでチャンピオンの牧場を通り過ぎ、この包囲を目撃した。侵略者たちはジャック・フラッグを一団の男の一人として認識し、彼を撃ち始めた。フラッグはそのとき馬で走り去り、侵略者が追いかけてきたとき、彼はライフルをつかんで彼らを殴り返した。この包囲の中、チャンピオンが小屋の中に隠れている間、友人に向けて多くのメモを含む痛烈な日記をつけていた。 「息子たちよ、俺は今かなり寂しい。俺たちが一度にすべての出来事を見ることができるように、俺と一緒に誰かがここにいたらいいのにと思う」と彼は書いた。最後の日記には、「まあ、彼らは雹のようにこの家を砲撃したところだ。彼らが木を割るのを聞いたんだ。彼らは今夜家を全滅させるつもりだと思う。生きていれば、夜が来たら休憩すると思う。 いやもう一度撃つ。まだ夜ではない。家はすべて包囲されている。さようなら、息子たちよ、二度とあなたたちに会えないかもしれない。」
侵略者たちは小屋を撃ち続けたが、他の男はなんとかして小屋に火をつけた。ネイト・チャンピオンは彼の日記に署名して、それをポケットに入れてから、片手に6連発銃、もう片方の手にナイフかライフルを持って裏口から逃げ出した。彼が現れたとき、侵略者は彼を射殺した。殺人者たちはチャンピオンの弾丸がちりばめられた胸に「牛泥棒に気を付けろ」と書かれたメモをピンで留めた。追っ手から逃げ出したジャック・フラッグはワイオミング州バッファローに馬で逃げ、チャンピオンの闘いを町民に報告した。その後、アンガス保安官は次の24時間で200人の民警団を編成し、4月10日日曜日の夜にKCに向かった。

### TA牧場の包囲
その後、WSGAグループは日曜日に北に向かってバッファローに向かい、戦闘的示威活動を続けた。しかし、11日の早朝までに、彼らのほうに向かっている大きな敵対勢力のニュースがすぐに来た。彼らはすぐに馬に乗って、クレイジーウーマンクリークのTA牧場に避難した。逃走中、ジム・ダドリーという名前のテキサス人の男が、馬が倒れ、ライフルが地面に落ちて、銃が暴発して彼の膝を撃ち、誤って自分を撃った。彼は後に他の2人によって、治療を受けるためにマッキニー砦に護送されたが、壊疽によって1、2日後に砦で死亡した。

保安官の一団はついにTA牧場の丸太小屋に閉じ込められた残りの侵略者のところに到達したが、TA牧場の男たちはなんとか彼らを阻止したが、包囲は3日間続いた。一団は牧場全体を囲み、覆いをかけるために地面に穴を作り、侵入者の馬を、彼らが逃げるのを防ぐために殺した。「ニューヨークタイムズ」紙は、20人の男が一斉射撃の背後から逃げようとしたが、一斉射撃で彼らを撃ち、3人から5人を殺害したと報じた。アレックス・ローザーという名前の別のテキサス人の者は、入植者によって発射された弾丸の弾幕から命からがら這い回っていたときに、誤って鼠径部を撃って死んだ。包囲が長引くと、入植者たちは大砲を借りることを要求してマッキニー砦に向かったが、断られた。ラップ・ブラウンという鍛冶屋が自分の大砲を作ろうとしたが、最初にテストしたときに爆発してしまった。その後、彼は「安全の箱舟」と呼ばれる攻城兵器を製造した。これは、入植者が牧場に近づき、侵略者にダイナマイトを投げることができるようにする、弾丸に強い大型のワゴンである。

侵略者にとって幸いなことに、彼らのメンバーの一人であるマイク・ションジーは、なんとか納屋から滑り落ち、翌日知事のバーバーに連絡することができた。WSGAグループを救うための必死の努力が続き、包囲の2日後、1892年4月12日の夜遅く、バーバー知事はベンジャミン・ハリソン大統領に助けを求める電報を送った。
電報にはこう書いてあった：

家畜の所有者約61人が、家畜を保護し、暴徒による不法な家畜泥棒を防ぐ目的で、ジョンソン郡に武装遠征を行ったと報告されています。彼らは「T.A.」にいます。牧場はマッキニー砦から13マイルのところにあり、保安官と民警団、そして国のその地域の牛泥棒たちに包囲されており、その数は200から300人と言われています。ストックマンの荷馬車が捕らえられて連れ去られ、昨日戦闘が行われ、その間に多くの男性が殺されたと報告されています。大きな騒ぎが広がっています。両当事者は非常に決意を固めており、成功した場合、捕らえられた人々にいっさいの慈悲を示さないということが懸念されます。市民警官は暴力を防ぐことができません。状況は深刻であり、即時の支援があればおそらく人命の大きな損失を防ぐことでしょう。

ハリソンはすぐに米国陸軍長官スティーブン・B・エルキンズに、「侵略と国内暴力からの保護」という大統領の命令の下で米軍の使用を許可する米国憲法第4条第4項第2項に基づく状況に対処するよう命じた。ワイオミング州バッファロー近くのマッキニー砦からの第6騎兵隊は、すぐにTA牧場に進み、WSGA遠征隊を拘留するように命じられた。第6騎兵隊は、数時間後の4月13日の午前2時にマッキニー砦を出発し、入植者が「安全の箱舟」を使用しようとしていた午前6時45分にTA牧場に到着した。部隊の責任者である J.J.ヴァン・ホーン大佐は、包囲を解除するためにアンガス保安官と交渉し、その見返りに侵略者は民間当局に手渡されることになった。第6騎兵隊はウォルコットと45丁のライフル、41丁のリボルバー、約5,000発の弾薬を持った他の45名の兵士をそろえ、最初にマッキニー砦に、次にシャイアンに護衛しながら送った。
バーバーの大統領への電報の文面は、4月14日の「ニューヨークタイムズ」の第一面に発表され、T.A牧場での包囲の臨場感あふれる説明が「タイムズ」や「シカゴヘラルド」などの新聞に登場した。

## 逮捕と法的措置
WSGAグループはシャイアンに連れて行かれ、D.A.ラッセル砦の兵舎に監禁された。ララミー郡刑務所は、それほど多くの囚人を収容することができなかったからである。彼らは優遇措置を受け、夜寝るために刑務所に戻ることに同意する限り、日中は基地を歩き回ることが許された。ジョンソン郡当局は、グループがマッキニー砦に監禁されていなかったことに腹を立てた。第6騎兵隊の担当将軍は、囚人がその地域に留まるには緊張が高すぎると感じた。紛争の両者に同情する何百人もの武装した地元住民が砦に行ったと言われている。マッキニー砦は、次の数日間、侵略者がそこに拘束されていたという誤った印象を受けた。
ジョンソン郡側の検事は審理のための証拠と WSGA の計画についての詳細な情報を集め始めた。カントンの鞄が発見され、その中には、彼等が牛泥棒とみなし銃殺もしくは縛り首の対象とした17名が記載されたリストや、侵略者が放火した牧場主の家のリスト、さらには、5ドルの日当と牛泥棒の殺害一人当たり50ドルの報酬を定めた契約書が入っていた。後の報道によれば、侵略者の計画には、結果的にはキャスパーやダルガスなどの遠方にいた人々の殺害も含まれていた。「タイムズ」紙は4月23日に、「それら証拠には、これまで名前の挙がっていなかった、シャイアンの著名な畜産家20名以上、オマハの裕福な畜産家数名、さらにはワイオミング州の有力者もが含まれているという。彼らは全員、侵略行為を援助しまた教唆した罪で起訴され、また逮捕状が発行されるだろう」と報じている。
しかしながら侵略者は彼らにとって有利であった司法制度に護られ、また有力牧場主らによる不正工作を活用した。ワイオミングにおいて「権威」とみなされた人々は起訴を逃れた。結果として侵略者は保釈され、審理へ向けてワイオミングに戻された。その多くはテキサスへと逃げ、戻ってくることはなかった。最終的に、ジョンソン郡は告発のための費用を払うことを拒絶したという理由によって起訴は取り下げられ、WSGAグループは釈放された。D.A. ラッセル砦に彼らを収容するコストは1万8千ドルを超え、人口の少ないジョンソン郡にはそれを払えるものではなかった。

## 最終殺害
ジョンソン郡の緊張は高いままだった。5月10日、ジョージ・ウェルマン連邦保安官は、バッファローの小さな村に向かう途中で地元の人々に待ち伏せされて殺された。この事件は国民の注目を集め、ウェルマンはこの紛争で死んだ唯一の保安官であった。ウェルマンは侵略者に加わった雇われた男の1つであり、彼の死は大勢の群衆を悲しませた。郡の暴力を和らげるために派遣された第6騎兵隊は、地元の激しい政治的および社会的圧力の影響を受けたと言われ、平和を維持することができなかった。ある悪名高い事件が、男たちの一団が酒保に発砲し、騎兵隊の兵舎に自家製の爆弾を仕掛けたときに発生した。著名な将校チャールズ・B・ゲートウッドは兵舎での爆弾の爆発により重傷を負い、左腕を粉砕され、騎兵隊のキャリアを終えねばならなかった。
「バッファロー・ソルジャーズ」の第9騎兵隊は、第6騎兵隊の代わりにマッキニー砦に行くよう命じられた。 2週間で、バッファロー・ソルジャーはネブラスカからワイオミング州サグスの鉄道の町に移動し、そこで地元住民を鎮圧するために「ベテンキャンプ」を作った。入植者からの反応は否定的であり、ある暴力事件が起こり、入植者と町に入ったバッファロー兵士との間で銃撃戦が勃発した。さらに20人の兵士が、まず追い出された後、銃撃の責任者を捕まえようとしたが、地元の人々は反撃し、1人のバッファロー兵士が殺され、2人が負傷した。さらに2つの分遣隊が送られ、今度は地元の人々が兵士に調査することを許したが、有罪判決を受けた者は誰もいなかった。この事件により、陸軍は1892年11月にその場所から連隊を引きあげた。
1892年の秋、郡全体で対立の余震がまだ感じられていたため、ビッグホーン川の東にある放牧地の探偵によって2頭の馬泥棒が銃撃された。この殺人者たちは、大規模な牛肉会社の派閥を支持していた牧場主であるオットー・フランツの助けを借りて法による処罰を逃れた。 1893年5月24日、ネイト・チャンピオンの兄弟であるダドリー・チャンピオンが仕事を求めてワイオミングにやって来て、冷血にも射殺された。町から15マイル離れたところに、ダッドリーはマイク・ションジーの牧場で出くわした。マイク・ションジーは彼を見た後、すぐに銃を持って彼に発砲した。検死官の調査により、ションジーの行動は自己防衛であり、彼は殺人で無罪となった。その後、ションジーは当局が調査を続ける前に国を去った。ネイト・チャンピオンの死の1年前に、ションジーはビーバー・クリーク・キャニオンの近くで実際に彼に会っていた。彼はさらにションジーを脅し、残りの暗殺者の名前を探ることをあきらめるよう要求した。この出来事により、ションジーはネイトに対して、そしておそらく彼の兄弟のダドリーに対しても憎しみを抱いた。ダドリー・チャンピオンはジョンソン郡戦争に関連して殺された最後の人だった。

## 余波
エラ・ワトソンは1889年に裕福な牧場主によってリンチされ、それは牛泥棒の件で彼女が非難されていたからだ。この告発は後に虚偽であることが示された。
その後、何年にもわたって互いの憎悪の感情が高まっていた。大きい裕福な牧場主を、放牧地と水利権に対する権利と見なすものを守るために暴力を使って正義と見なすものを求めた英雄と見なす人もいれば、WSGAを法を乱暴に施行する重労働の無法者自警行為と見なす人もいた。その後、彼らの行動が道徳的に正当化されているように見せようとして、多くのほら話が両者の側に語られた。侵略者に同情する側は、エレン・ワトソンを売春婦と牛泥棒として、ジム・エイヴェレルを犯罪と売春斡旋業者の殺人パートナーとして、ネイト・チャンピオンを広大な牛泥棒帝国の指導者として描き、彼はジェシー・ジェームズ・ギャングのようなものを含んでいたと思われる無法者の伝説の「赤い肩憲章」の主要メンバーであると主張した。その後、これらの主張は信用を失った。男は頻繁にワトソンの小屋を訪れたが、これは彼女がカウボーイのために余分なお金を稼ぐために服を修理したためだ。チャンピオンが彼が死ぬ時に赤い肩憲章をつけていたと、いくつかの記述が指摘している一方、そのような懸賞は当時一般的だったとも言われている。ホール・イン・ザ・ウォールギャングはジョンソン郡に隠れていることが知られていたが、チャンピオンが彼らと何らかの関係を持っていたという証拠はない。小さな牧場主に同情する側は、トム・ホーンやビッグ・ノーズ・ジョージ・パロットなどの伝説を含む、侵略者の雇用の下で西部で最も悪名高いガンマンの一部を含む物語を生んだ。ホーンは1890年代にWSGAの探偵として一時的に働いたが、彼がこのジョンソン郡戦争に関与したという証拠はほとんどない。

### 政治的影響
ウィリアム・C・アーバインなど、WSGAに雇われた部隊の指導者の多くは民主党員だったが、一団を雇った牧場主は共和党と結びついており、その反対者はほとんどが民主党員だった。多くの人が、ハリソン大統領（共和党員）の命令によるWSGAグループの救出と、裁判所が起訴しなかったことを、階級闘争の影響を伴う深刻な政治不正だと見ていた。この不正の結果、民主党はワイオミングでしばらくの間人気を博し、1892年に知事を獲得し、その選挙で州議会の両院を支配した。ワイオミング州は1896年の米国大統領選挙で民主党のウィリアム・ジェニングス・ブライアンに投票し、ジョンソン郡はブライアンの多数派が最大である州の2つの郡のうちの1つだった。

### 経済的分析
歴史家のダニエル・ベルグラードは、1880年代に、放牧地を枯渇させた過放牧の解決策として、集中放牧地管理が台頭してきたと主張している。また、当時の牛の価格は低かった。大規模な牧場主もまた、マーベリック（他の牧場主の群れから失われた焼き印のない子牛を連れて行く）によって傷つけられ、協同組合の総括、ブラックリストへの登録、およびより厳格なマーベリック禁止法へのロビー活動によって対応した。これらの牧場主はWSGAを結成し、暴徒を追い詰めるためにガンマンを雇ったが、地元の農民は牧場主の集合的な政治力に憤慨した。農民たちは地方分権化と私有の冬の牧草地の利用に向かって動いた。ランディ・マクファーリンとダグラス・ウィルズは、この紛争は、対立する所有権システムの拮抗を表していると主張している。その結果、牧草地システムが終了し、大規模な牧場経営と農業が支配的になった。しかし、この紛争に関する一般的なイメージは、自分たちの権利を守ろうとする小規模な個々の入植者に対する、攻撃的な土地所有による利益のために自警団を結成したものとなっている。
1893年までに、WSGAは他の小さな牧場主や農民に開放され、最終的にワイオミングの事業利益に対する独占と支配を終わらせた。自警団や牛の没収など、WSGAの以前の慣行はついに中止された。フランク・ウォルコット、フランク・M・カントン、トム・スミスなど、協会の多くの著名な指導者が後にこの地域を去った。

## 遺産
ジョンソン郡戦争中の彼の勇敢さを記念して、ジム・ガッチェル記念博物館の近くにネイト・チャンピオンの7フィート（2.1 m）の銅像の記念碑が建てられた。
ジョンソン郡戦争は、階級闘争という意味合いと、雇われた殺人者のギャングの命を救い、彼らを釈放するよう米国大統領によって命じられた介入と相まって、西部のアメリカ神話を思わせるようなものではない。ジョンソン郡戦争は、フロンティアで最も有名な縄張り争い戦争の1つであり、文学、映画、テレビ番組など、西部開拓ものを扱った創作物の題材として好まれた。1894年に目撃者のエイサ・マーサーによって書かれた『平原の山賊』は、ジョンソン郡戦争の最も初期の記録である。この本は、1894年の印刷からの初版のコピーのいくつかを除いて、WSGAによってすべて押収されて破壊され長年公開を抑制されていた。彼らは、コロラド州デンバーの北にある出版社から出荷されていた2番目の印刷物をハイジャックして破壊したと噂されていた。この本は20世紀に数回、最近では2015年に再版された。フランシス・マクエラスの1902年の小説 『牛泥棒』は、ジョンソン郡戦争から着想を得て、小さな牧場主の視点に共感して書かれた。
オーエン・ウィスターによる1902年の独創的な西部小説である『バージニア人』は、裕福な牧場主の側に立ち、ジョンソン郡戦争の神話を作り上げたが、実際の登場人物や出来事の事実の説明とはほとんど似ていなかった。ジャック・シェーファーの人気のある1949年の小説『シェーン』は、ジョンソン郡戦争に関連するテーマを扱い、入植者の側に立っていた。モーリン・オハラ主演の1953年の映画「牧場荒し」は、同様のテーマを扱っていた。あるシーンでは、モーリン・オハラ演じる登場人物は、「彼らがあなたをキャトル・ケイトと呼ぶまで、そう長くはかからないでしょう」と言う。チャールズ・ポーティスによる1968年の小説 『トゥルー・グリット』では、主人公のルースター・コグバーンがジョンソン郡戦争に関与した。 1890年代初頭、ルースターは北に向かってワイオミングに行き、そこで「泥棒やネスター（入植者）やグレンジャーと呼ばれる人々を恐怖に陥れるために株の所有者に雇われた。...ルースターは、ジョンソン郡戦争と呼ばれるものを信用していなかったのではないかと思う。」
『天国の門』（1980年）や『ジョンソン郡戦争』（テレビ映画、2002年）などの映画は、裕福な牧場主を「悪者」として描いた。『天国の門』は歴史的な出来事に大まかな資料に基づいた劇的なロマンスだったが、『ジョンソン郡戦争』はフレデリック・マンフレッドによる1957年の小説『審判を下す馬上の人々』に基づいていた。この縄張り戦争は、ジム・デイビスのシンジケート化された西部テレビシリーズ「ストーリー・オブ・ザ・センチュリー」のエピソードでも描かれ、ヘンリー・ブランドンがネイト・チャンピオン、ジーン・パーカーがエラ・ワトソンとなった。アメリカンヒーローズチャンネルは、ブラッド・フェーデシリーズのドキュメンタリーの第6話でジョンソン郡戦争を紹介した。
小さな牧場主の視点から見たジョンソン郡戦争の物語は、ケイシー在住のクリス・ルドゥが1989年のアルバム「パウダーリバー」の「ジョンソン郡戦争」で記録したものである。この歌には、KC牧場の焼却、WSGAの兵士の捕獲、アメリカ騎兵隊の介入、牛飼いと雇われたガンマンの釈放への言及が含まれていた。バッファローのジムガッチェル記念博物館には、ジョンソン郡戦争に関するジオラマと展示品のほか、ネイト・チャンピオンの7フィート（2.1 m）の銅像が展示されている。KC牧場の旧跡であるワイオミング州ケイシーも、戦争を記念して「過去の足跡」博物館を建てた。